# 1373

## Události
- 16. června – Anglie a Portugalsko uzavřely dosud platnou alianční smlouvu

## Narození
- 29. května – Markéta Lucemburská, dcera Karla IV. a Alžběty Pomořanské († 4. června 1410)
- 25. června – Johanna II. Neapolská, rakouská vévodkyně a neapolská panovnice († 2. února 1435)
- ? – Rudolf III. Saský, vévoda sasko-wittenberský a kurfiřt Svaté říše římské († 1419)
- ? – Johana Žofie Bavorská, bavorská princezna, vévodkyně rakouská († 17. října 1410)
- ? – Mikuláš Albergati, italský kardinál a diplomat († 9. května 1443)
- ? – Arnošt Bavorský, bavorsko-mnichovský vévoda († 2. července 1438)

## Úmrtí
- 16. května – Jan I. z Armagnacu, hrabě z Armagnacu (* 1306/1311)
- 30. května – Amaury IV. z Craonu, francouzský senešal (* ?)
- 23. července – Brigita Švédská, švédská mystička (* 1303)
- 19. září – Alžběta Lucemburská, rakouská vévodkyně (* 19. března 1358)
- 3. listopadu – Johana Francouzská, navarrská královna jako manželka Karla II. (* 1343)
- 25. listopadu – Guy z Boulogne, papežský legát a arcibiskup lyonský(* 1313)
- Konstantin IV. Arménský, král Arménie (* ?)
- Boček z Kunštátu a Poděbrad, moravský šlechtic (* ?)

## Hlavy státu
- České království – Karel IV.
- Moravské markrabství – Jan Jindřich
- Svatá říše římská – Karel IV.
- Papež – Urban V. – Řehoř XI.
- Anglické království – Eduard III.
- Byzantská říše – Jan V. Palaiologos
- Dánsko – Valdemar IV.
- Francouzské království – Karel V.
- Kastilie – Jindřich II.
- Lucemburské vévodství – Václav Lucemburský
- Norsko – Haakon VI. Magnusson
- Osmanská říše – Murad I.
- Polské království – Ludvík I.
- Portugalsko – Ferdinand I.
- Švédsko – Albrecht Meklenburský
- Uherské království – Ludvík I.